# Nuda dal fiume
Nuda dal fiume (Touha zvaná Anada) è un film del 1971, diretto da Ján Kadár e Elmar Klos.

## Trama
Jánoš, pescatore sulla riva slovacca del Danubio, entra in casa portando le medicine per la moglie Zuzka, malata piuttosto seriamente. Dal giardino, suo suocero lo chiama preoccupato, riferendogli che Anada è sparita, e si è probabilmente gettata nel fiume, dato che i suoi vestiti sono sulla sponda.
Anada è una giovane donna che Jánoš, tempo prima, aveva ripescato dalle acque, dopo un verosimile tentativo di suicidio. Da allora aveva vissuto con la famiglia del pescatore; di poche parole, non aveva detto quale fosse la sua origine, né, d'altra parte, nessuno gliel'aveva chiesto. Jánoš vorrebbe che Anada lasciasse la casa, ma nello stesso tempo vede la giovane far amicizia con la moglie, e lui stesso inizia una relazione amorosa con lei, mentre mostra gelosia verso il facoltoso vicino di casa Krištof, che pare anch'egli avere una relazione con la giovane.
La presenza della donna getta Jánoš in una crisi esistenziale. Insieme ad alcuni girovaghi tenta di chiarire il suo stato d'animo e il significato di Anada per la sua vita.
Richiamato dal suocero, Jánoš esce di casa, e constata che Anada è sparita misteriosamente, così com'era comparsa. Corre poi al capezzale di Zuzka, preoccupato dal fatto che la moglie avrebbe potuto ingerire una dose eccessiva, e quindi letale, della medicina.

## Distribuzione
Il film è uscito in Cecoslovacchia il 12 febbraio 1971; nello stesso anno è stato distribuito in Polonia, negli USA e in Jugoslavia. Nel 1972 è uscito in Messico, nel 1973 in Francia e in Svezia, nel 1974 in Danimarca, e nel 1976 in Italia.